# Oldenburgija
Oldenburgija (lat. Oldenburgia), rod vazdazelenih grmova iz porodice glavočika smješten u vlastiti tribus Oldenburgieae, dio potporodice Tarchonanthoideae. Postoje svega četiri taksonomski priznate vrste s juga Afrike.

## Vrste
1. Oldenburgia grandis Baill.
2. Oldenburgia intermedia Bond
3. Oldenburgia papionum DC.
4. Oldenburgia paradoxa Less.